# Phyllodonta informis
Phyllodonta informis là một loài bướm đêm trong họ Geometridae.